# Гвоздика (пряність)
Гвоздика — пряність, бруньки вічнозеленого дерева Syzygium aromaticum з родини миртових.

## Природна будова
Крона велика, пірамідальна, заввишки 12 м. Листки широколанцетні, м'ясисті, темно-зеленого кольору. Листкорозміщення супротивне. Квітки маленькі, з пурпуровою чашечкою, білі чи рожеві, зібрані на кінцівках гілок у складну напівпарасольку. Плоди — ягоди, які містять одну чи дві насінини. Цвіте двічі на рік.

## Історія

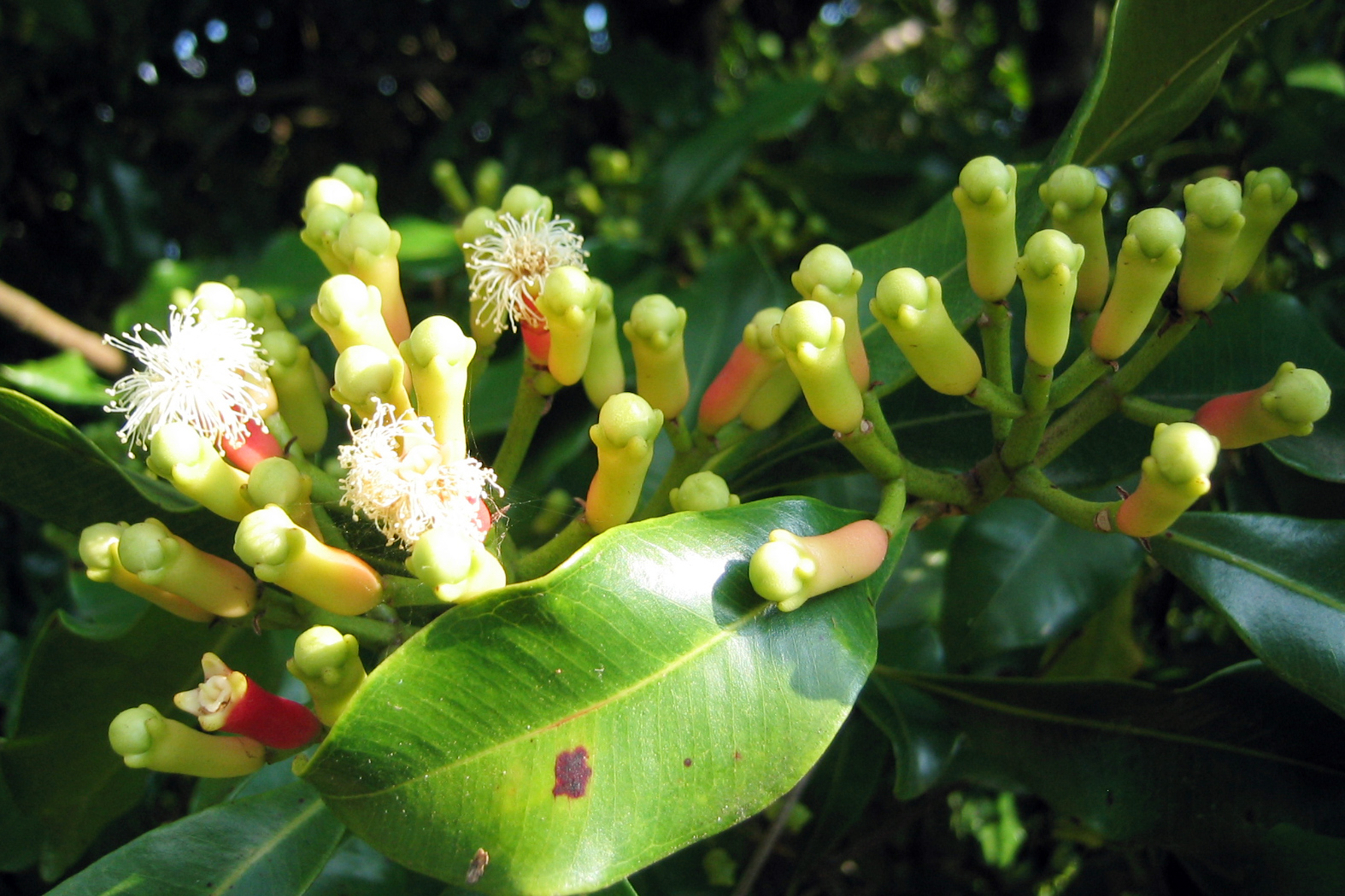
Гвоздичне дерево в Munduk, Балі, Індонезія

Батьківщиною гвоздичного дерева є Молуккські острови. Використовувати гвоздику як пряність місцеві мешканці почали ще у III тисячолітті до н. е. У II тисячолітті навколишні острови були заселені малайцями, але Молукки навала оминула. Прибульці вважали за краще вимінювати гвоздику у тубільців на зерно та інші харчі. Малайці також перепродували гвоздику до Індокитаю та Індії, а звідти вона потрапляла на Близький Схід. Посуд з обугленими бутонами гвоздики, датованими кінцем XVIII ст. до н. е,. був знайдений, зокрема, у місті Тарка на березі Євфрату, відомому в давнину храмом бога Дагона.
З IV ст. до н. е. гвоздику почали використовувати і в Китаї.
У Стародавній Греції та Стародавньому Римі про гвоздику не знали. Але залишилися відомості про те, що римський імператор Константин приніс в дар римському папі Сільвестру 150 фунтів цієї прянощі. Козьма Індикоплов, візантійський письменник і мандрівник VI сторіччя, який відвідував Індію, називав гвоздику «райським деревом». До Александрії Єгипетської — великого торговельного центру, зокрема й прянощами, гвоздику завозили арабські купці.
Вже з IX ст гвоздика стає модною пряністю у заможних родинах середньовічної Європи. За часів Данте деякі флорентійські вельможі смажили м'ясо на вугіллі з її бутонів. Ще популярнішою гвоздика стала під час епідемії «Чорної смерті», адже летючі речовини, що ній містяться, і справді здатні відганяти бліх — носіїв чумної бактерії.
Першим європейцем, хто побачив, як росте гвоздичне дерево, був венеціанській купець й мандрівник Марко Поло.
На початку XVI ст. контроль над Молуккськими островами намагалися встановити португальці. Вони укладали з місцевими султанами угоди, за якими могли будувати на островах фортеці-факторії, а увесь врожай прянощів тубільці були зобов'язані продавати лише португальцям. Проте володарі островів Тідоре і Тернате продовжували торгувати гвоздикою з яванцями та малайцями, а ті перепродавали її мусульманським купцям. Португальцям це не подобалося. За будь-якої нагоди вони відбирали товари у продавців або ж покупців.
У 1521 році до Молукк дісталася іспанська експедиція на чолі з Хуаном Елькано. Йому вдалося вивезти на батьківщину 381 мішки гвоздики, куплені на Тернате. Стривожені португальці поквапилися захопити Тернате і збудували на острові свою фортецю. У 1525 році іспанці спробували здобути хоча б Тідоре, але невдало. Остаточно відмовилися від претензій на Молукки вони в 1534 році — за шалені «відкупні» у 350 тисяч золотих.
У 1564 році на Тернате спалахнуло повстання тубільців. Острів кілька разів переходив з рук у руки і зрештою таки звільнився від влади португальців. Проте на початку XVII ст. на островах з'явилися інші колонізатори — голландці. Вони вигнали португальців з Молукк і уклали власні монопольні договори про закупівлю усієї гвоздики, що вирощувалася у володіннях місцевих султанів. З часом їм вдалося перетворити Молукки на справжні колонії, на яких гвоздику вирощували під щільним наглядом європейців. Щоб запобігти падінню цін, в 1760 році навіть спалили одразу чотири тисячі тонн гвоздики, кориці та мускатного горіху, які зберігали в Амстердамі.
Проте у 1770 році французи викрали насіння гвоздики й перевезли його на острова Реюньйон та Маврикій, де заклали гвоздичні плантації. Голландська монополія була зруйнована.
У 1812 році гвоздику почали вирощувати на островах Занзібар і Пемба, які в ті часи належали султану Омана. З часом оманці запровадили правило, за яким кожний, хто мав землю на острові, був зобов'язаний вирощувати прянощі — так, щоб на кожну кокосову пальму припадало щонайменше три гвоздичних дерева. Того, хто відмовлявся, позбавляли землі. Для роботи на занзібарських плантаціях, а також на Сейшелах, Маврикії і Реюньйоні, вивозили тисячі африканських рабів. Проте, як тільки кількість гвоздики на світовому ринку перевищила попит — ціни на неї стрімко покотилися донизу. А з ними занепала і занзібарська «гвоздична імперія».
Втім, Занзибар та Пембу і зараз часто називають «островами спецій» — так само, які і Молукки. А гвоздика залишається одним з головних джерел прибутків місцевих мешканців.

## Збирання

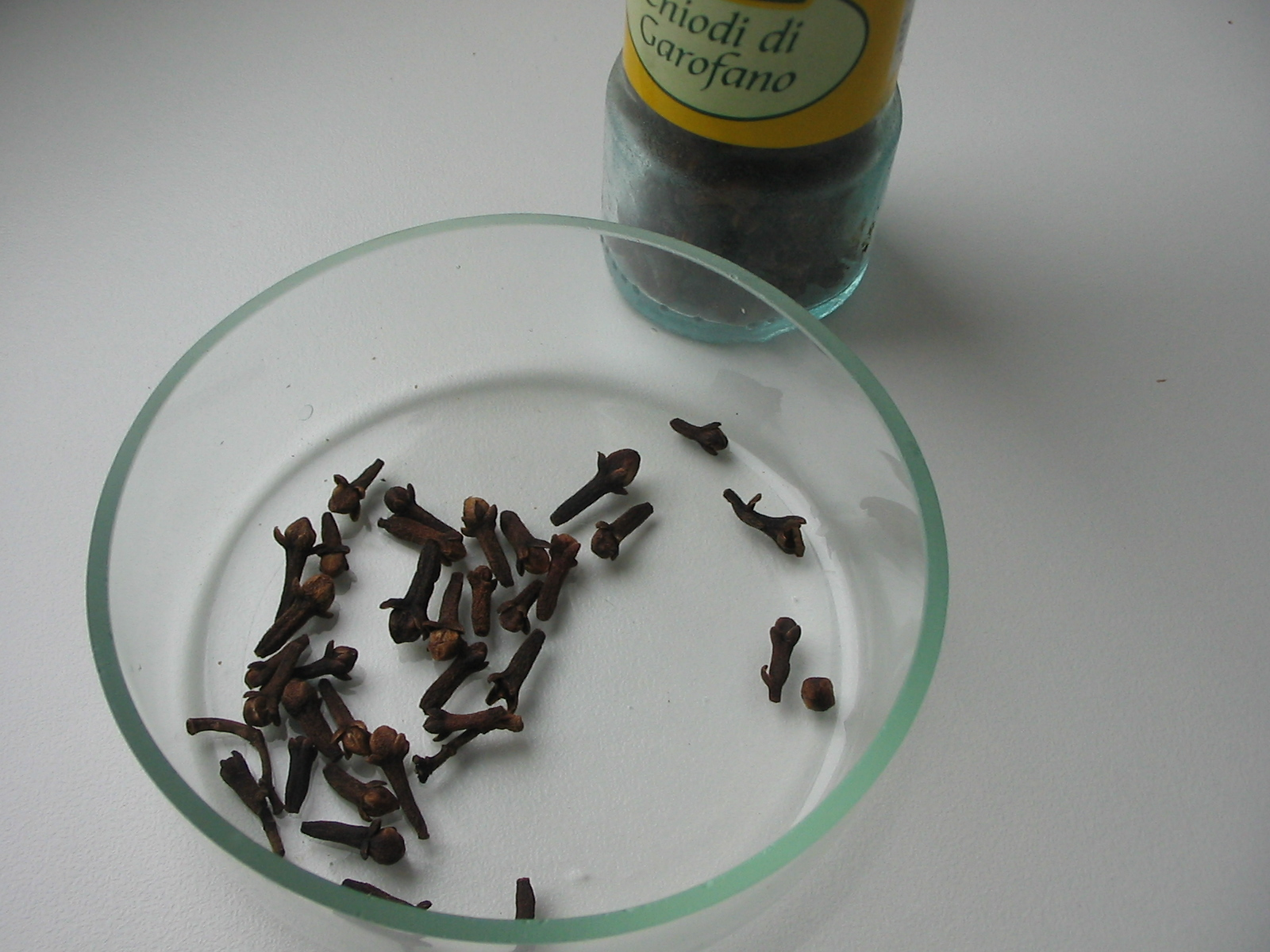
Бруньки гвоздики

Сировину отримують із дерев, які сягають шести—дванадцятирічного віку. Коли квіткові бруньки, які ще не розпустилися, починають червоніти, їх збирають і сушать на сонці чи в сушарках, доки вони не набудуть коричневого кольору. Форма бруньки нагадує цвях, звідкіля й отримала свою назву. Висушені бруньки мають сильний запах і пекучий, пряний смак.

## Хімічні властивості
Бруньки гвоздики містять велику кількість ефірної олії, до складу якої входить евгенол, ацетилєвгенол, а також дубильні речовини, органічні кислоти (олеанолова кислота), слиз, жири.

## Застосування
Завдяки тому, що гвоздика має сильний аромат і гострий смак, її використовують як пряність. Гвоздику додають у лікери, гарячі напої, фруктові соки та компоти. Страви з червонокачанної капусти, м'яса, дичини, маринованих грибів, оселедця, ароматизованих гвоздикою, набувають особливого смаку. Використовують гвоздику при виготовленні туалетного мила, парфумів.

## Перевірка якості
Потрібно кілька бутонів гвоздики покласти у воду: якщо вони потонуть або будуть плавати у вертикальному положенні — це значить, що гвоздика має гарну якість, якщо ж бутони будуть плавати у горизонтальному положенні, то це означає, що гвоздика втратила свій аромат.